# Leonart
Leonart je slovenska pop rock glasbena skupina iz Maribora, ki je bila ustanovljena leta 2012.
Člani skupine so Sebastijan Lukovnjak (vokal in akustična kitara), Andrej Knehtl (električna kitara in spremljevalni vokal), Martin Počkar (bas in spremljevalni vokal) in Marko Brvar (bobni).
Leta 2016 je skupina izdala svoj prvenec - album Visoko v nebo, leta 2020 pa so mu dodali še drugi album z naslovom Vrh sveta.

## Diskografija
Singli
- Nora noč (2014)
- Podoknica (2014)
- Nov dan (2015)
- Moje mesto (2015)
- Pojem zate (2016)
- Vroč poljub (2016)
- Danes me ni (2016)
- Divji ritem (2018)
- Pot do zvezd (2018)
- Daleč stran (2018)
- Iskre v očeh (2019)

Albumi
| Leto | Album         | Skladbe |
| ---- | ------------- | --- |
| 2016 | Visoko v nebo | - Danes me ni - Vroč poljub - Pojem zate - Moje mesto - Podoknica - Nora noč - Ko si tu - Dim nad mestom - Nov dan - Povabi me na ples   |
| 2020 | Vrh sveta     | - Divji ritem - Vrh sveta - Iskre v očeh - Jezdim - Pot do zvezd - Popek vesolja - Nova zvezda - Daleč stran - Do morjá - Skok v neznano |